# Paul O'Dette
Paul R. O'Dette (né à Pittsburgh en Pennsylvanie le 2 février 1954) est un luthiste, chef d'orchestre et chercheur en musicologie américain, spécialiste de la musique ancienne.

## Biographie
Paul O'dette commence par jouer de la guitare, puis de la guitare électrique dans un groupe de rock lors de ses études secondaires à Colombus dans l'Ohio. Il se met ensuite à jouer du luth (et de l'archiluth) ainsi que de la mandoline baroque et se spécialise dans ces instruments et dans l'interprétation des musiques de la Renaissance et de la période baroque.
Depuis 1976, il est professeur de luth et directeur du département de musique ancienne de l'Eastman School of Music à New York. Il vit à Rochester (État de New York) avec sa femme, son fils et sa fille.
Il a participé à plus de cent enregistrements, dont certains ont été nommés au Gramophone's 'Record of the Year' Award. 
Il a été diffusé lors d'émissions radiophoniques et télévisées sur les chaînes nationales de nombreux pays (ABC, BBC, Radio France, RAI, CBS télévision et beaucoup d'autres...).
Il collabore entre autres avec les musiciens Jordi Savall, Gustav Leonhardt, Nikolaus Harnoncourt, William Christie, Christopher Hogwood, Andrew Parrott, Nicholas McGegan, et les ensembles Tafelmusik, The Parley of Instruments ou The Harp Consort. Il fait aussi partie de Tragicomedia ensemble ayant enregistré et jouant en concert des opéras, cantates et oratorios du XVIIe siècle. À partir de 2007, en tant que chef du Boston Early Festival Orchestra & Chorus, il réalise en collaboration avec Stephen Stubbs plusieurs enregistrements d'opéras de la période baroque.

## Discographie sélective

### Interprète
- John Dowland, intégrale des œuvres pour luth. 5 CD Harmonia Mundi 1995 - 1998
- Nicolas Vallet, Le Secret des Muses. CD Harmonia Mundi 2003
- Johann Sébastien Bach, œuvres pour luth. CD Harmonia Mundi 2007

### Chef d'ensemble
- Johann Georg Conradi, Ariadne, Boston Early music Festival Orchestra & Chorus, conducted by Paul O'Dette & Stephen Stubbs 3 CD CPO 2004
- Jean-Baptiste Lully, Thésée, Boston Early Festival Vocal & Chamber Ensembles, conducted by Paul O'Dette & Stephen Stubbs 3 CD CPO 2007
- Jean-Baptiste Lully, Psyché, Boston Early Festival Orchestra & Chorus, conducted by Paul O'Dette & Stephen Stubbs CD CPO 2007
- Marc-Antoine Charpentier, Actéon H.481, Orphée descendant aux enfers H.471, La Pierre Philososphale H.501, Boston Early Festival Vocal & Chamber Ensembles, conducted by Paul O'Dette & Stephen Stubbs CD CPO 2010
- John Blow, Vénus et Adonis, Boston Early Festival Vocal & Chamber Ensembles, conducted by Paul O'Dette & Stephen Stubbs CD CPO 2011
- Marc-Antoine Charpentier, La Descente d'Orphée aux Enfers H.488, La Couronne de Fleurs H.486, Boston Early Festival Vocal & Chamber Ensembles, conducted by Paul O'Dette et Stephen Stubbs CD CPO 2013
- Johann Sebastiani, Matthäus Passion, Boston Early Festival Chamber Ensemble, conducted by Paul O'Dette & Stephen Stubbs CD CPO 2007
- George Frideric Handel, Acis and Galatea, Boston Early Music Festival Vocal & Chamber Ensembles, conducted by Paul O'Dette & Stephen Stubbs 2 CD CPO 2013
- Agostino Stefanni, Niobe Regina di Tebe, Boston early Music Festival Orchestra, conducted by Paul O'Dette et Stephen Stubbs 3 CD CPO 2015
- Agostino Stefanni, Duets of Love and Passion, Boston Early music Festival Chamber Ensemble, conducted by Paul O'Dette & Stephen Stubbs CD CPO 2017
- George Frideric Handel, Almira, Boston Early Music Festival Orchestra, conducted by Paul O'Dette & Stephen Stubbs CD CPO 2018
- Marc-Antoine Charpentier, Les Plaisirs de Versailles H.480, Les Arts Florissants H.487, Boston Early Festival Vocal & Chamber Ensembles, conducted by Paul O'Dette & Stephen Stubbs CD CPO 2019
- Michel-Richard de Lalande, Les Fontaines de Versailles, Le Concert d'Esculape, Boston Early Festival Vocal & Chamber Ensembles, conducted by Paul O'Dette & Stephen Stubbs CD CPO 2020